# المعهد العالي للتكنولوجيات الطبية بتونس
المعهد العالي للتكنولوجيات الطبية بتونس هو أحد مؤسسات التعليم العالي التونسية، يتبع جامعة تونس المنار.

شعار المعهد

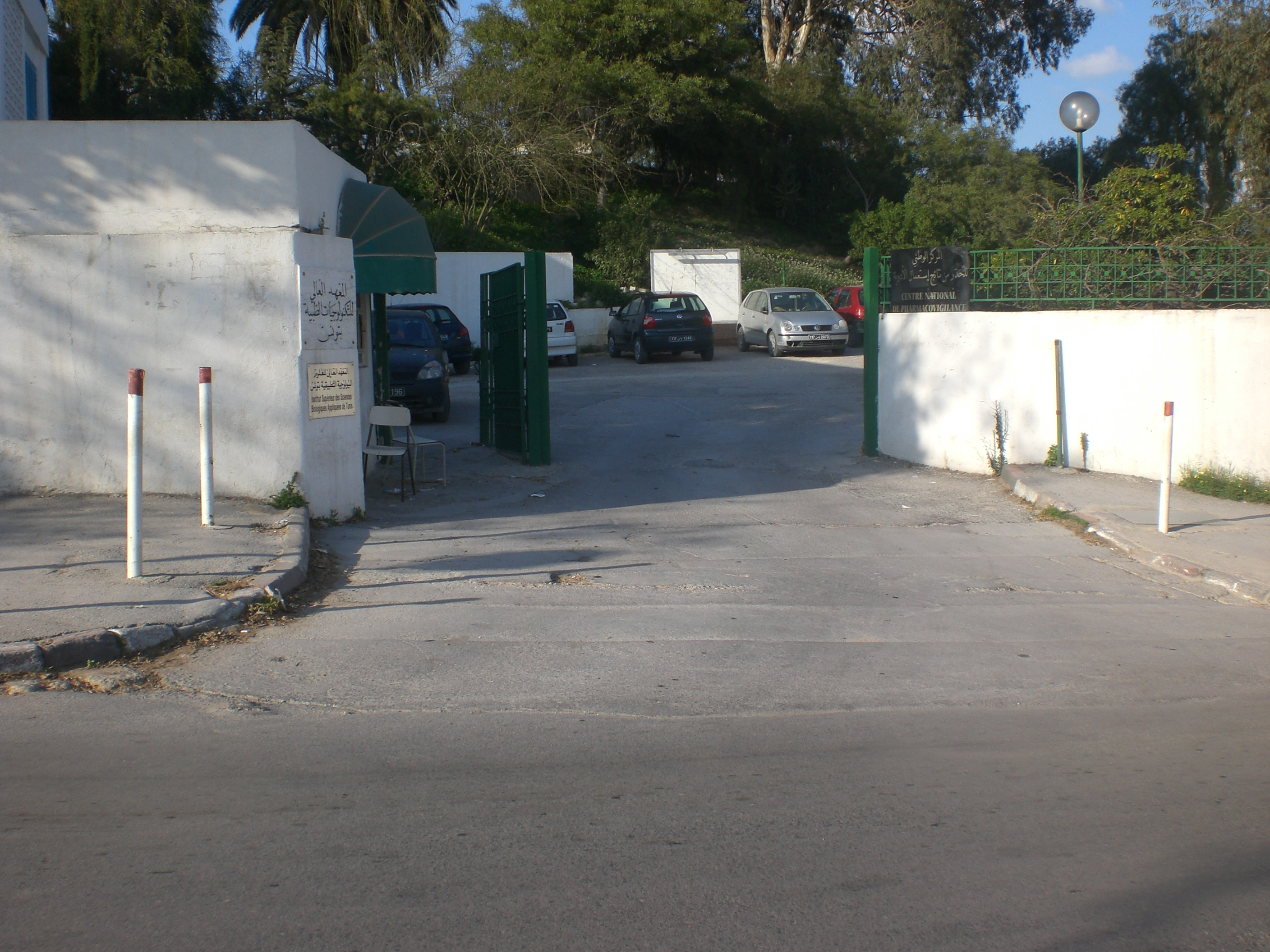
مدخل المعهد على شارع الدكتور زهير السافي

- بُعث هذا المعهد طبقاً للأمر رقم 1912 المؤرخ في 14 أغسطس (أوت) 2001.
- يهدف إلى إعداد خريجين لهم معرفة كافية بالتكنولوجيات عامة وبالتكنولوجيات الطبية خاصة بما يمكنهم من استعمال التجهيزات الطبية وصيانتها ومراقبتها.
- طبقاً لأرقام السنة الدراسية 2007- 2008 يُعدّ المعهد ما مجموعه 1821 طالباً من بينهم 1114 طالبة.

## وصلة خارجية
موقع المعهد على الإنترنت.
1. 1 2  وصلة مرجع: http://mes.tn.
2. ↑  وصلة مرجع: https://mes.tn.